# Philodendron ensifolium
Philodendron ensifolium är en kallaväxtart som beskrevs av Thomas Bernard Croat och Michael Howard Grayum. Philodendron ensifolium ingår i släktet Philodendron och familjen kallaväxter.

## Underarter
Arten delas in i följande underarter:
- P. e. campanense
- P. e. colonense
- P. e. ensifolium